# Oltyán László
Oltyán László (Marosvásárhely, 1935. augusztus 19. – Marosvásárhely, 1990. november 16.) erdélyi magyar író, újságíró. Álneve: Faragó László, betűjelei: O. L., o. l.

## Életútja
Szülővárosában a Faipari Középiskolában végzett, majd szerszámlakatos. 1958-59-ben az Ifjúmunkás és a Vörös Zászló belső munkatársaként mint riporter kezdte újságírói pályáját. 1959-62 között ismét szerszámlakatos. 1962-88 között újra a Vörös Zászló riportere. Közben a Bolyai Farkas Líceum esti tagozatán érettségizett (1966). Már ismert író, amikor a megyei pártlaptól 1988 februárjában eltávolítják s a Metalotehnica üzem munkása lesz. Bekapcsolódik az 1989-es decemberi rendszerváltozás marosvásárhelyi megmozdulásaiba, s utána a megyei Ideiglenes Nemzeti Egységtanács tagja lesz. Haláláig a helyi Népújság rovatvezetője.

## Munkássága
Első kisregényével 1970-ben jelentkezett. A kritika felfigyelt arra, hogy írásainak sorozatában a riport műfajából indulva jut el regényeinek társadalmi témaköréig s az egyszerű, őszinte közlés olvasmányosságáig. Az 1981-ben megjelent Érés idején című regényének népszerűségét G. Balogh Attila a látszatra szerény témaválasztással magyarázza: egy apa és fia története ez a regény, „néhol újságírói eszközökkel megírt és itt-ott közhelyekből összeálló”. Szász János üdvözli a hiteles életképeket, de észreveszi az ábrázolt családi életforma elszigeteltségét és ebből eredő kilátástalanságát.
Magányos asszonyok című rádiójátékát 1984 szeptemberében adta elő a marosvásárhelyi magyar rádióstúdió.

### Kötetei
- A vészharang elhallgat (kisregény, 1970)
- Csak egy szobát... (kisregény, 1973)
- Sok víz lefolyt a Maroson (riportok, Kolozsvár 1978)
- Érés idején (regény, Kolozsvár  1981)
- Felmentés (regény, Kolozsvár  1986)
- Fehér könyv (dokumentáció az 1990. március 19. és 20-i eseményekről Marosvásárhelyen. Többekkel társszerzésben. Budapest, 1991)
- Erdélyi elmebaj. Dokumentum regény; Kaláka, Sepsiszentgyörgy, 1992
- Özönvíz után. Regény; Hoppá!, Sângeorgiu de Mureş, 2006
- Fapapucsos messiások. Regény; Juventus, Marosvásárhely, 2009
- Pihenő a hegyen. Regény; Kriterion–Művelődés, Kolozsvár, 2012